# Холл, Реджина
Реджи́на Ли Холл (англ. Regina Lee Hall; род. 12 декабря 1970, Вашингтон) — американская актриса, наиболее известная благодаря роли Бренды Микс в серии фильмов «Очень страшное кино».

## Биография
Реджина Холл родилась 12 декабря 1970 года в Вашингтоне (округ Колумбия), в семье электрика Оди Холла и учительницы Руби Холл. После окончания средней школы, Холл поступила в Фордемский университет в Нью-Йорке, где она окончила бакалавриат по английскому языку в 1992 году. Позже она поступила в Нью-Йоркский университет, где получила степень магистра журналистики в 1997 году.
Изначально Холл предполагала начать карьеру в области письменности или журналистики. Но после смерти отца от инсульта, она сделала выбор в пользу актёрской деятельности. «Это было внезапно. Я думаю, когда внезапные события происходят в вашей жизни, они меняют ваши планы на жизнь и перенаправляют ориентиры. Когда вы молоды, вы не понимаете насколько серьёзна жизнь. Но все меняется, когда вы теряете родного человека в молодом возрасте. Я думаю, это заставило меня задуматься о том, что я действительно хочу получить от жизни».

## Карьера
Телевизионную карьеру Холл начала с роли второго плана в мыльной опере «Бесконечная любовь» и приглашенной актрисы в драматическом сериале «Полицейские под прикрытием». Первую крупную роль Холл исполнила в фильме 1999 года «Шафер». Вот что Холл говорит о своем дебюте: «Это был мой первый фильм. Во время съёмок я познакомилась с Сэной Латан, с которой мы вместе снялись в „Любви и баскетболе“. Это был мой второй фильм. Затем, когда я жила в Лос-Анджелесе, были сняты мои третий и четвёртый фильмы. И это было по-настоящему круто».
Мировую известность Холл получила благодаря своей роли в комедийном фильме ужасов «Очень страшное кино» (и в продолжениях «Очень страшное кино 2», «Очень страшное кино 3» и «Очень страшное кино 4»). Её героиня — Бренда Микс, афроамериканка, помешанная на сексе и сарказме. Серия фильмов «Очень страшное кино» станет одним из самых больших успехов в её карьере. В 2001 году Холл получила роль Коретты Липп в драматическом сериале «Элли Макбил». Изначально Холл выступала как приглашенная актриса, но после 5-го сезона она была повышена до одной из главных ролей.
Холл приняла участие в фильме 2009 года «Законопослушный гражданин». В 2010 году исполнила роль второго плана в фильме «Мальчишник в Новом Орлеане». С 2010 по 2011 года исполняла одну из главных ролей в сериале «Закон и порядок: Лос-Анджелес». В ноябре 2010 года Холл объявила, что стала редактором журнала ABILITY.
В 2018 году вышла независимая комедия «Поддержите девушек», в которой Холл исполнила главную роль. За актёрскую работу в фильме Холл получила хвалебные отзывы от критиков и множество номинаций на кинопремии. В 2019 году на Showtime состоялась премьера сериала «Черный понедельник», в котором Холл сыграла Доу Дарси. В 2021 году вышла комедия Тейта Тейлора «Дать дуба в округе Юба» при участии актрисы. В фильме также сыграли Эллисон Дженни и Мила Кунис.

## Фильмография
| Год       |     | Русское название                   | Оригинальное название            | Роль                 |
| --------- | --- | ---------------------------------- | -------------------------------- | -------------------- |
| 1997      | с   | Полицейские под прикрытием         | New York Undercover              | Тэмми                |
| 1999      | ф   | Шафер                              | The Best Man                     | Кэнди                |
| 2000      | ф   | Любовь и баскетбол                 | Love & Basketball                | Лена Райт            |
| 2000      | с   | Полиция Нью-Йорка                  | NYPD Blue                        | Шарис Уорнер         |
| 2000      | ф   | Очень страшное кино                | Scary Movie                      | Бренда Микс          |
| 2000      | тф  | Исчезающий                         | Disappearing Acts                | Портия               |
| 2001      | ф   | Очень страшное кино 2              | Scary Movie 2                    | Бренда Микс          |
| 2002      | ф   | Другой брат                        | The Other Brother                | Викки                |
| 2001—2002 | с   | Элли Макбил                        | Ally McBeal                      | Корретта Липп        |
| 2002      | ф   | Заплатить сполна                   | Paid in Full                     | Киша                 |
| 2003      | ф   | Разыскиваются в Малибу             | Malibu's Most Wanted             | Шондра               |
| 2003      | ф   | Очень страшное кино 3              | Scary Movie 3                    | Бренда Микс          |
| 2005      | ф   | Выкупить Кинга                     | King's Ransom                    | Peaches Clarke       |
| 2005      | ф   | Медовый месячник                   | The Honeymooners                 | Трикси Нортон        |
| 2005      | кор |                                    | Six Months Later                 | Кери                 |
| 2006      | ф   | Очень страшное кино 4              | Scary Movie 4                    | Бренда Микс          |
| 2006      | ф   | Даника                             | Danika                           | доктор Эвелин Харрис |
| 2006      | ф   | Старший сын                        | The Elder Son                    | Сюзан                |
| 2008      | ф   | Первое воскресенье                 | First Sunday                     | Омюник               |
| 2008      | ф   | Супергеройское кино                | Superhero Movie                  | миссис Ксавье        |
| 2009      | ф   | Законопослушный гражданин          | Law Abiding Citizen              | Келли Райс           |
| 2010      | ф   | Смерть на похоронах                | Death at a Funeral               | Мишель               |
| 2010—2011 | с   | Закон и порядок: Лос-Анджелес      | Law & Order: Los Angeles         | Эвелин Прайс         |
| 2011      | ф   | Мальчишник в Новом Орлеане         | Mardi Gras: Spring Break         | Энн Мэри             |
| 2012      | ф   | Думай как мужчина                  | Think Like a Man                 | Кэндейс              |
| 2013      | ф   | Шафер 2                            | The Best Man Holiday             | Кэнди                |
| 2014      | ф   | Что случилось прошлой ночью        | About Last Night                 | Джоан                |
| 2014      | ф   | Думай как мужчина 2                | Think Like a Man Too             | Кэндейс              |
| 2014      | с   | В браке                            | Married                          | Роксана              |
| 2015      | ф   | Люди, места, вещи                  | People Places Things             | Диана                |
| 2015      | ф   | Каникулы                           | Vacation                         | Ненси Питерсон       |
| 2015      | тф  | Замуж любой ценой                  | With This Ring                   | Триста Миллер        |
| 2016      | ф   | Парикмахерская 3                   | Barbershop: The Next Cut         | Энджи                |
| 2016      | ф   | Всё тайное становится явным        | When the Bough Breaks            | Лаура Тейлор         |
| 2016      | с   | Дедушка поневоле                   | Grandfathered                    | Кэтрин Сандерс       |
| 2016—2017 | с   | Черноватый                         | Black-ish                        | Вивиан               |
| 2017      | ф   | Улётные девочки                    | Girls Trip                       | Райан Пирс           |
| 2017      | ф   | Голышом                            | Naked                            | Меган Своуп          |
| 2017      | с   | Белая ворона                       | Insecure                         | Нинни                |
| 2018      | ф   | Поддержите девушек                 | Support the Girls                | Лиза Конрой          |
| 2018      | ф   | Чужая ненависть                    | The Hate U Give                  | Лиза Картер          |
| 2019      | ф   | Мелкая                             | Little                           | Джордан Сандерс      |
| 2019      | ф   | Шафт                               | Shaft                            | Майя Бабаникос       |
| 2019—2021 | с   | Чёрный понедельник                 | Black Monday                     | Доу Дарси            |
| 2021      | ф   | Дать дуба в округе Юба             | Breaking News in Yuba County     | Рамирес              |
| 2021      | с   | Девять совсем незнакомых людей     | Nine Perfect Strangers           | Кармел               |
| 2022      | ф   | Мастер                             | Master                           | Гейл Бишоп           |
| 2022      | ф   | Посигналь Иисусу. Спаси свою душу. | Honk for Jesus. Save Your Soul.  | Тринити Чайлдс       |
| 2022      | ф   | Время для себя                     | Me Time                          | Майя                 |
| 2022      | с   | Шафер: Последние главы             | The Best Man: The Final Chapters | Кэнди                |

## Награды и номинации
| Награды и номинации                    | Награды и номинации | Награды и номинации                                    | Награды и номинации | Награды и номинации |
| Награда                                | Год                 | Категория                                              | Работа              | Результат           |
| -------------------------------------- | ------------------- | ------------------------------------------------------ | ------------------- | ------------------- |
| Ассоциация кинокритиков Остина         | 2018                | Лучшая женская роль                                    | Поддержите девушек  | Номинация           |
| Ассоциация кинокритиков Чикаго         | 2018                | Лучшая женская роль                                    | Поддержите девушек  | Номинация           |
| Независимый дух                        | 2019                | Лучшая женская роль                                    | Поддержите девушек  | Номинация           |
| Готэм                                  | 2018                | Лучшая женская роль                                    | Поддержите девушек  | Номинация           |
| NAACP Image Award                      | 2019                | Лучшая женская роль второго плана                      | Чужая ненависть     | Номинация           |
| NAACP Image Award                      | 2018                | Лучшая женская роль второго плана                      | Улётные девочки     | Номинация           |
| NAACP Image Award                      | 2003                | Лучшая женская роль второго плана в комедийном сериале | Элли Макбил         | Номинация           |
| Национальное общество кинокритиков США | 2018                | Лучшая женская роль                                    | Поддержите девушек  | Номинация           |
| Общество кинокритиков Нью-Йорка        | 2018                | Лучшая женская роль                                    | Поддержите девушек  | Награда             |
| Кинофестиваль в Сан-Диего              | 2008                | Лучшая женская роль                                    | Даника              | Награда             |
| Общество кинокритиков Сиэтла           | 2018                | Лучшая женская роль                                    | Поддержите девушек  | Номинация           |
| Кружок кинокритиков Сан-Франциско      | 2018                | Лучшая женская роль                                    | Поддержите девушек  | Номинация           |
| Ассоциация кинокритиков Торонто        | 2018                | Лучшая женская роль                                    | Поддержите девушек  | Номинация           |
| Кружок кинокритиков Ванкувера          | 2018                | Лучшая женская роль                                    | Поддержите девушек  | Награда             |